# Henry de Jouvenel des Ursins
Henry de Jouvenel des Ursins (París, 5 d'abril de 1876 — París, 5 d'octubre de 1935) fou un periodista i un home polític francès. Era el germà del periodista Robert de Jouvenel (1882-1924).

## Biografia
Descendent de Jean Juvénal dels Ursins, Henry de Jouvenel s'interessà en principi als afers públiques i obtingué la plaça de director del gabinet del ministre del Comerç l'any 1905. Comença fent una carrera de periodista, sobretot per Le Journal, que el va portar a la plaça de redactor en cap del diari Le Matin. És allà que troba a Sidonie-Gabrielle Colette, amb la que es va casar en segones noces el 19 de desembre de 1912.
El 1914 fou mobilitzat i va combatre a Verdun. Després de la guerra, comença una carrera política. Senador de Corrèze de 1921 a 1933, fou nomenat ministre d'Instrucció pública i de les Belles Arts del govern Poincaré el març de 1924 abans d'esdevenir alt comissionat de la República francesa a Síria i al Líban del 10 de novembre de 1925 al 23 de juny de 1926. És sota la seva administració que el Líban fou organitzat en república libanesa.
El 1927, Jouvenel va fundar La Revue des vivants, que va dirigir amb Henry Malherbe fins al 1935, revista e la qual col·laboraren ocasionalment Romà Rolland, Georges Duhamel, o encara Charles de Gaulle. Paral·lelament fou de 1927 a 1935 el primer president de la Unió dels Francesos de l'estranger.
El 1932 i 1933 fou ambaixador de França a Itàlia on va reprendre en alguns mesos relacions amistoses amb el règim de Mussolini; fou a continuació nomenat ministre de la França d'Ultramar del segon govern Daladier, el 1934, i assegura diverses vegades la funció de delegat de França a la Societat de Nacions. Pròxim d'Aristide Briand, va militar per la pau.

### Vida privada
Jouvenel es va casar l'any 1902 amb Sarah-Claire Boas (1879-1967), filla gran de l'enginyer Alfred Boas (1846-1909) d'origen jueu ; aquest havia reprès l'any 1874 al boulevard de Charonne nº 63 a París, el que esdevindrà una de les més importants llauneries i zingueries de França (450 empleats l'any 1901), que el van fer milionari. La inversió d'Henry de Jouvenel en la campanya en favor d'Alfred Dreyfus hauria afavorit aquest matrimoni.
La parella tingué un fill, Bertrand de Jouvenel (1903-1987).
Ocupen un temps un petit hotel parisenc al carrer Férou nº 6, del qual l'actriu i cortesana Dorothée Luzy (1747-1830) va tenir l'usdefruit de 1767 a 1778. Aporten en aquesta casa, probablement engrandida i adornada per l'arquitecte Peyre (baixos relleus sobre la façana), un bonic mobiliari, objectes d'art i obres de fusteria provenint de diverses velles residències, el que en va fer «un autèntic temple del bon gust ».
Henry de Jouvenel tingué un segon fils, Renaud de Jouvenel (1907-1982), de la seva connexió amb Isabelle de Comminges. Aquesta última, casada a Maurici Pillet-Will, fill del banquer Frédéric Pillet-Will, no es podrà pas divorciar en raó de la malaltia mental del seu espòs.
El 1913 Henry de Jouvenel té una filla, Colette Renée, nascuda de Jouvenel, dita « Bel-Gazou », nascuda del seu matrimoni l'any 1912 amb l'escriptora Colette ; la parella es divorciarà el 1925. Llavors fou enviat com alt comissionat per posar fi als governs militars i buscar un govern civil que tingués un millor tracte amb els nacionalistes i les minories, ja que drusos i àrabs s'havien revoltat; va exercir poc temps, fins al junt de 1926.
Va tornar a França i va morir uns anys després a París.